# NGC 1936
NGC 1936 (również IC 2127 lub ESO 056-EN111) – mgławica emisyjna znajdująca się w gwiazdozbiorze Złotej Ryby. Odkrył ją James Dunlop 27 września 1826 roku. Należy do Wielkiego Obłoku Magellana. Jest częścią większej mgławicy LMC-N44.

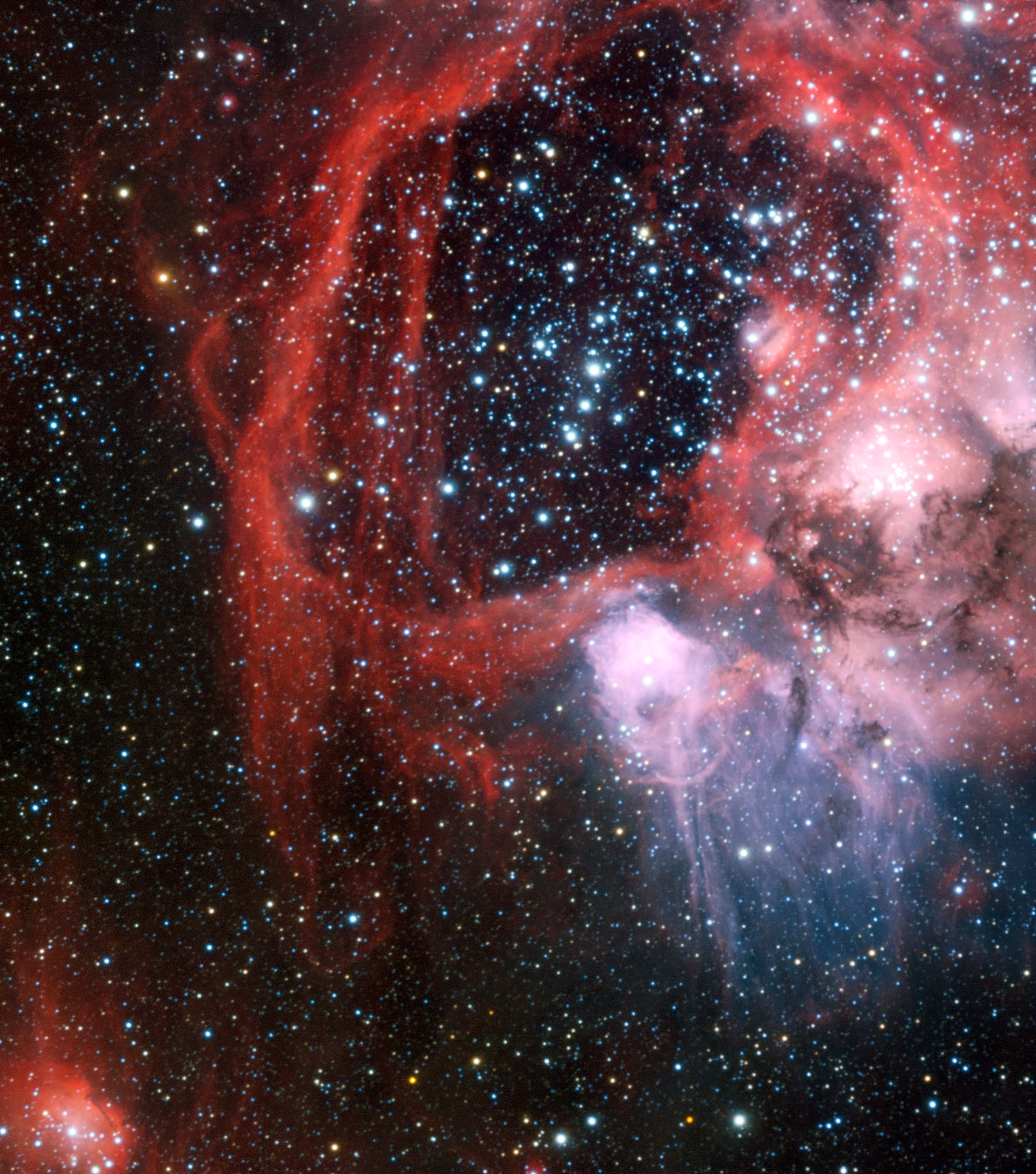
Fragment LMC-N44. NGC 1936 to fioletowo-różowa jasna mgławica lekko na prawo i na dół od środka zdjęcia (ESO)